# 瑪爾薇卡·班索德
瑪爾薇卡·班索德（英語：Malvika Bansod，2001年9月15日—），印度女子羽毛球運動員。

## 簡歷
瑪爾薇卡·班索德來自马哈拉施特拉邦那格浦尔，父母皆為牙醫。班索德從小對運動充滿興趣，曾接觸多種運動，八歲時決定專心發展羽球。2018年，她在兩場選拔賽中脫穎而出，獲得參加2018年世青賽的機會。

### 2019－2021年
2019年9月，瑪爾薇卡·班索德在馬爾地夫未來系列賽首度於成人國際賽亮相即闖入決賽，在決賽以直落二（21-13、21-11）擊敗緬甸選手德·塔·圖薩，獲得生涯首冠，隔週再於尼泊爾國際系列賽決賽擊敗隊友蓋亞特里·戈比昌德奪得第二冠，兩周後亦於巴林國際系列賽闖入四強，並憑此將世界排名突破至200名以內。受到疫情影響，班索德在2020年沒有多少參與國際賽的機會。隨著2021年國際賽事逐漸重啟，她也在烏干達國際賽、立陶宛國際賽再度奪冠，並首度入選印度國家羽毛球隊參加蘇迪曼盃及優霸盃。

### 2022年
2022年1月，瑪爾薇卡·班索德在賽義德·莫迪國際賽首次晉級世界巡迴賽女單決賽，最終直落二（13-21、16-21）不敵曾兩度獲得奧運獎牌的印度名將P·V·辛度，在隔週亦闖入奧里薩公開賽四強。

## 主要比賽成績
只列出曾進入準決賽的國際賽事成績：
| 年份   | 賽事                         | 公開賽級別 | 項目     | 成績   |
| ------ | ---------------------------- | ---------- | -------- | ------ |
| 2019年 | 馬爾地夫羽毛球未來系列賽     | 未來系列賽 | 女子單打 | 冠軍   |
| 2019年 | 尼泊爾羽毛球國際系列賽       | 國際系列賽 | 女子單打 | 冠軍   |
| 2019年 | 巴林羽毛球國際系列賽         | 國際系列賽 | 女子單打 | 準決賽 |
| 2021年 | 烏干達羽毛球國際賽           | 國際系列賽 | 女子單打 | 冠軍   |
| 2021年 | 立陶宛羽毛球國際賽           | 國際系列賽 | 女子單打 | 冠軍   |
| 2022年 | 賽義德·莫迪羽毛球國際賽      | 超級300賽  | 女子單打 | 亞軍   |
| 2022年 | 奧里薩羽球公開賽             | 超級100賽  | 女子單打 | 準決賽 |
| 2022年 | 意大利羽毛球國際賽           | 國際挑戰賽 | 女子單打 | 亞軍   |
| 2022年 | 恰蒂斯加爾邦羽毛球國際挑戰賽 | 國際挑戰賽 | 女子單打 | 準決賽 |
| 2023年 | 古瓦哈蒂羽毛球大師賽         | 超級100賽  | 女子單打 | 準決賽 |
| 2024年 | 阿塞拜疆羽毛球國際賽         | 國際挑戰賽 | 女子單打 | 冠軍   |
| 2024年 | 美國羽毛球公開賽             | 超級300賽  | 女子單打 | 準決賽 |
| 2024年 | 海洛羽毛球公開賽             | 超級300賽  | 女子單打 | 亞軍   |

| 2018-2026年 | 總決賽 | 超級1000賽 | 超級750賽 | 超級500賽 | 超級300賽 | 超級100賽 | 國際挑戰賽 | 國際系列賽 | 未來系列賽 | 其他 |

### 奧運會和世錦賽參賽紀錄
|          | 2022 |
| -------- | ---- |
| 女子單打 | 64強 |

## 外部連結
- 瑪爾薇卡·班索德在世界羽球聯盟的登錄資料